# Miindo
Pour plus de détails, voir Fiche technique et Distribution.
Miindo (미인도) est un film sud-coréen réalisé par Jeon Yun-su, sorti en 2008.

## Synopsis
La vie du peintre Hyewon au XVIIIe siècle.

## Fiche technique
- Titre : Miindo
- Titre original : 미인도
- Titre anglais : Portrait of a Beauty
- Réalisation : Jeon Yun-su
- Scénario : Han Su-ryeon et Jeon Yun-su
- Musique : Hwang Sang-joon
- Photographie : Park Hui-ju
- Montage : Park Gok-ji
- Société de production : Yiroom Movies Production
- Pays :  Corée du Sud
- Genre : Biopic, drame et romance
- Durée : 108 minutes
- Dates de sortie : 
  -  Corée du Sud : 13 novembre 2008

## Distribution
- Kim Gyu-ri : Hyewon
- Kim Yeong-ho : Kim Hong-do
- Kim Nam-gil : Kang-moo
- Chu Ja-Hyeon : Seol-hwa
- Han Myung-goo : Jeongjo
- Park Ji-il : Sin Han-pyeong
- Kwon Byeong-gil : Kim Geo-sang
- Choi Kyu-Hwan : l'artiste Choi
- Yeo Ho-min : l'artiste Shim
- Hwang Chan-woo : l'artiste Heo
- Kim Seung-hun : l'artiste Hong
- Kang San : Hyewon enfant
- Lee Ra-hye : Yoon-jeong
- Moon Yong-cheol : Jang Won-ro
- Jun Gook-hwan : Dang Sang-kwan
- Park Bong-seon : Kang Se-hwang

## Distinctions
Le film a été nommé au Blue Dragon Film Award du meilleur second rôle masculin pour Chu Ja-Hyeon.